# Mauispjärnnäbb
Mauispjärnnäbb (Aidemedia lutetiae) är en förhistorisk utdöd fågel i familjen finkar inom ordningen tättingar som tidigare var endemisk för Hawaiiöarna. 

## Tidigare förekomst och utdöende
Mauispjärnnäbben förekom på öarna Maui och Molokai, men är endast känd från subfossila lämningar. Dess utbredning förklaras troligen av att havsnivån stigit och skilt öarna åt snarare än att fågeln förekom på en ö och koloniserade den andra. Två andra arter utdöda hawaiifinkar, lanai-akialoa och mauinuifink, hade en liknande utbredning. Sannolikt förekom mauispjärnnäbben även på den mellanliggande ön Lanai även om några fossila fynd ännu inte gjorts där. Fågeln försvann liksom alla spjärnnäbbar efter att polynesierna kom till ögruppen men före européernas ankomst. Orsaken är sannolikt habitatförstörelse och införseln av invasiva arter.

## Kännetecken
Spjärnnäbbarna hade robusta, långa, raka eller böjda näbbar. De födosökte troligen på samma sätt som starar genom att stoppa ner näbben i marken och sedan med starka käkmuskler bända upp näbben för att komma åt födan. Näbben hos mauispjärnnäbben skiljer sig från de två övriga spjärnnäbbarna genom att vara kortare och rakare, väldigt lik näbben hos ängstrupialerna i släktet Sturnella.

## Familjetillhörighet
Arten tillhör en grupp med fåglar som kallas hawaiifinkar. Länge behandlades de som en egen familj. Genetiska studier visar dock att de trots ibland mycket avvikande utseende är en del av familjen finkar, närmast släkt med rosenfinkarna. Arternas ibland avvikande morfologi är en anpassning till olika ekologiska nischer i Hawaiiöarna, där andra småfåglar i stort sett saknas helt.